# Les Trois Lacs
Les Trois Lacs è un comune francese del dipartimento dell'Eure, nella regione della Normandia. Esso fu costituito il 1º gennaio 2017 con la fusione dei tre comuni di Bernières-sur-Seine, Tosny e Venables, che ne divennero alla data comuni delegati.